# Таге Редц-Тотт
К'єльд Тор Таге Отто Редц-Тотт (13 березня 1839 — 27 листопада 1923) — данський політик, член партії Гьойре, голова Ради з 1894 до 1897 року.